# Le Moine (film, 1972)
Pour les articles homonymes, voir Le Moine (homonymie).
Pour plus de détails, voir Fiche technique et Distribution.
Le Moine est un film d'horreur franco-italo-ouest-allemand réalisé par Ado Kyrou et coscénarisé par Luis Buñuel et Jean-Claude Carrière. Il s'agit de l’adaptation cinématographique du livre éponyme de Matthew Gregory Lewis de 1796, sommet du livre gothique et romantique sombre, salué par le marquis de Sade .

## Scénario
Durant l'Inquisition, un moine intransigeant, Ambrosio, combat Satan. Il est pourtant troublé par un jeune novice, qui se révèle être une femme travestie amoureuse. Le moine succombe, se plonge dans le péché, avant d'être démasqué et livré à l'inquisition.

## Fiche technique
Sauf indication contraire, les informations mentionnées dans cette section peuvent être confirmées par la base de données cinématographiques Unifrance,  présente dans la section « Liens externes ».
- Titre original : Le Moine
- Titre allemand : Der Mönch und die Frauen (litt. « Le moine et les femmes »)
- Titre italien : Il monaco
- Réalisation : Ado Kyrou
- Scénario : Luis Buñuel et Jean-Claude Carrière.
- Photographie : Sacha Vierny
- Montage : Éric Pluet
- Musique : Piero Piccioni
- Décors : Max Douy
- Son : Jean Rieul
- Production : Claude Hauser - Henry Lange
- Sociétés de production : Maya films, Peri Production, Studios films, Comacico, Studio Hamburg Filmproduktion, Tritone Cinematografica, Showking films
- Année de production : 1972
- Pays de production :  France (majoritaire),  Belgique,  Allemagne de l'Ouest,  Italie
- Lieux de tournage : Abbaye de Royaumont et Studios de Boulogne
- Langue de tournage : français
- Durée : 92 minutes
- Dates de sortie[1] : 
  - Italie : 2 novembre 1972
  - France : 28 juin 1973

## Distribution
- Franco Nero : Ambrosio
- Nathalie Delon : Mathilde
- Nadja Tiller : Elvira
- Élisabeth Wiener : Agnès
- Eliana De Santis : Antonia
- Agnès Capri
- Maria Machado
- Louise Chevalier
- Laure Moutoussami
- Nicol Williamson : le duc de Talamur
- Denis Manuel : le Grand inquisiteur
- Philippe Clévenot
- Armand Meffre
- Bernard Bourquenot
- Daniel Léger
- Roberto
- Jacques Blot
- Marcel Rouzé
- Patrick Lancelot
- Jean Abeillé : un moine (non crédité)